# Derecho (meteorologia)
Um derecho (do espanhol: derecho, "direto" como na direção) é uma tempestade de vento em linha reta, extensa e de longa duração que está associada a um grupo de fortes tempestades conhecidas como sistemas convectivos de mesoescala e potencialmente rivalizando com as forças de furacão e tornado.
Derechos pode causar rajadas de vento acima de 230 km/h (>63 m/s), alguns tornados, chuvas torrenciais e inundações repentinas. Em muitos casos, os ventos induzidos por convecção assumem uma forma de eco de arco (bow-echo, "C" para trás) de linha de rajada, geralmente formando-se abaixo de uma área de ventos troposféricos superiores divergentes e em uma região de rica umidade de baixo nível e ar quente de advecção. Os derechos se movem rapidamente na direção do movimento de suas tempestades convectivas associadas, e podem exceder a intensidade típica de um ciclone tropical severo. Um sistema convectivo produtor de derecho pode permanecer ativo por muitas horas e, ocasionalmente, por vários dias.
Como sendo um fenômeno de clima quente, derechos ocorrem principalmente no verão, especialmente durante junho, julho e agosto no hemisfério norte, e dezembro, janeiro e fevereiro no hemisfério sul), dentro de áreas de instabilidade moderadamente forte e cisalhamento do vento vertical moderadamente forte. No entanto, os derechos podem ocorrer em qualquer época do ano e podem ocorrer tanto à noite como durante o dia.

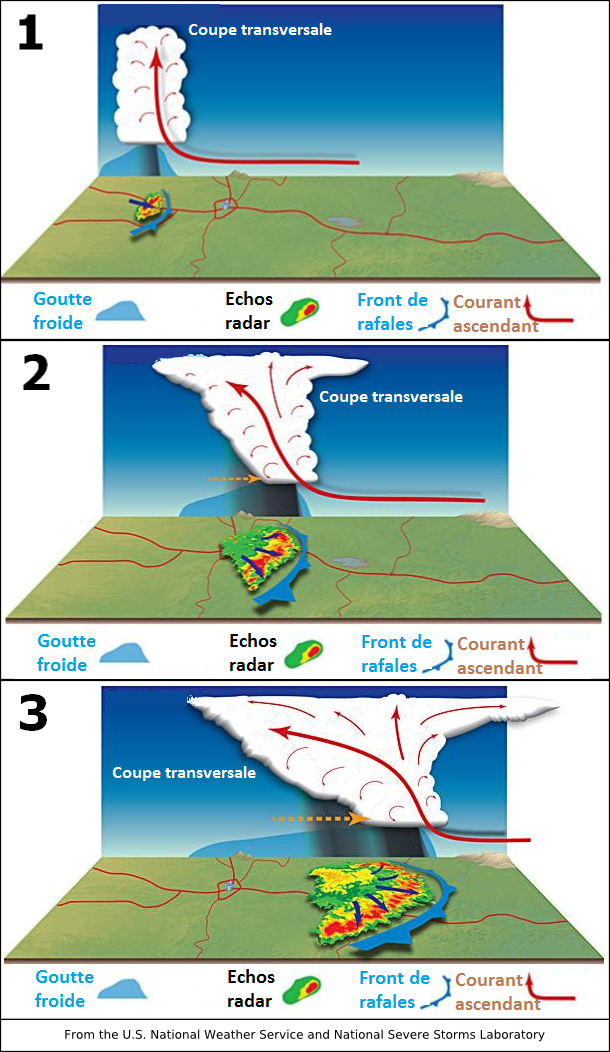
Imagens de como os derechos se formam

Vários estudos desde a década de 1980 lançaram luz sobre os processos físicos responsáveis pela produção de ventos prejudiciais generalizados por tempestades convectivas. Além disso, tornou-se aparente que os derechos mais prejudiciais estão associados a determinados tipos de sistemas convectivos de mesoescala (SCMs) que se autoperpetuam (o que significa que os sistemas convectivos não são fortemente dependentes dos processos meteorológicos de grande escala, como aqueles associados à nevasca - produzindo tempestades de inverno e fortes frentes frias). Além disso, o termo "derecho" às vezes é mal aplicado para eventos eólicos gerados por convecção que não são particularmente bem organizados ou de longa duração. Por essas razões, uma definição mais precisa e baseada fisicamente de "derecho" foi introduzida na comunidade meteorológica.

## Desenvolvimento de derechos
Derecho vem do adjetivo espanhol para "direto" (ou "direção"), em contraste com um tornado, que é um vento "torcido". A palavra foi usada pela primeira vez no American Meteorological Journal em 1888 por Gustavus Detlef Hinrichs em um artigo que descreve o fenômeno e com base em um evento derecho significativo que cruzou Iowa em 31 de julho de 1877.
As áreas organizadas de atividades de tempestades reforçam as zonas frontais preexistentes e podem ultrapassar as frentes frias.  O sistema convectivo de mesoescala resultante (MCS) frequentemente se forma no ponto de divergência mais forte do fluxo de nível superior na área de maior influxo e convergência de baixo nível. A convecção tende a se mover para o leste ou em direção ao equador, aproximadamente paralelo às linhas de espessura de baixo nível e geralmente um pouco à direita do fluxo troposférico médio. Quando a convecção é fortemente linear ou ligeiramente curva, o MCS é chamado de linha de instabilidade, com os ventos mais fortes ocorrendo normalmente logo atrás da borda de ataque da mudança significativa do vento e aumento de pressão.
Os derechos clássicos ocorrem com linhas de tempestades que contêm recursos em forma de arco ou ponta de lança, conforme vistos por radares meteorológicos, conhecidos como ecos de arco (bow-echo) ou ecos de ponta de lança. As linhas de instabilidade normalmente "se dobram" devido à formação de um sistema de alta pressão de mesoescala que se forma dentro da área de chuva estratiforme atrás da linha convectiva inicial. Esta área de alta pressão é formada devido a fortes correntes de ar descendentes atrás da linha de instabilidade e pode vir na forma de um downburst. O tamanho do arco pode variar e as tempestades associadas ao arco podem se dissipar e se desenvolver novamente.
Durante a estação fria no Hemisfério Norte, os derechos geralmente se desenvolvem dentro de um padrão de ventos de sudoeste da troposfera média, em um ambiente de instabilidade atmosférica baixa a moderada (causada por calor e umidade relativos perto do nível do solo, com ar mais frio no alto, conforme medido por energia potencial convectiva disponível) e altos valores de cisalhamento vertical do vento (20 m/s [72 km/h; 39 kn; 45 mph]) nos 5 km mais baixos [16.000 pés] da atmosfera).
Os derechos de estação quente no hemisfério norte mais frequentemente se formam no fluxo oeste para noroeste em níveis médios da troposfera, com níveis moderados a altos de instabilidade termodinâmica. Como mencionado anteriormente, derechos favorecem ambientes de advecção quente de baixo nível e umidade significativa de baixo nível.

## Classificação e critérios
Uma definição comum é um complexo de tempestades que produz uma faixa de vento prejudicial de pelo menos 400 km, apresentando uma área concentrada de rajadas de vento induzidas por convecção superior a 30 m/s (90 km/h; 50 kt; 60 mph). De acordo com o critério do Serviço Nacional de Meteorologia dos Estados Unidos, um derecho é classificado como uma linha de tempestades com ventos de pelo menos 30 m/s (90 km/h; 50 kn; 60 mph) ao longo de toda a extensão da frente da tempestade, mantido por um período de tempo de pelo menos seis horas. Alguns estudos adicionam a exigência de que não mais que duas ou três horas separem quaisquer dois relatórios de vento sucessivos. Uma definição mais recente de "derecho", mais baseada fisicamente, propõe que o termo seja reservado para uso com sistemas convectivos que não só contêm características únicas observadas por radar, como ecos de arco e mesovórtices, mas também para eventos que produzem pelo menos faixas de danos, 100 km de largura e 650 km de comprimento. Um ótimo exemplo visual de um derecho foi disponibilizado por imagens de lapso de tempo de satélites operados pela National Oceanic and Atmospheric Association, que registrou claramente a camada limite externa de um derecho e a intensidade dos relâmpagos associados, movendo-se rapidamente para o leste nos estados do Meio-Oeste em 10 de agosto de 2020.

### Tipos de derechos
- Derecho serial - Este tipo de derecho está geralmente associado a uma baixa muito profunda.
  - Arco único - Um eco de arco muito grande com cerca de 400 km (250 milhas) de comprimento ou mais. Este tipo de derecho serial é menos comum do que o tipo multiarco. Um exemplo de derecho serial de arco único é o derecho que ocorreu em associação com o complexo de tempestade norte-americano de outubro de 2010.
  - Multi-arco - Vários ecos de arco estão embutidos em uma grande linha de tempestade, normalmente em torno de 400 km de comprimento. Um exemplo de um derecho tipo multi-bow é um derecho que ocorreu durante a Tempestade do Século de 1993 na Flórida. Por causa de supercélulas incorporadas, tornados podem girar para fora desses tipos de derechos. Este é um tipo muito mais comum de derecho seriais do que o tipo de arco único. Os derechos seriais de múltiplas curvas podem ser associados a padrões de onda de eco de linha (LEWPs) no radar meteorológico.

#### Derecho progressivo
Uma linha de tempestades assume a forma de arco e pode viajar por centenas de quilômetros ao longo de frentes estacionárias. Exemplos disso incluem "Hurricane Elvis" em 2003 e o Boundary Waters-Canadian Derecho de 4 a 5 de julho de 1999. A formação de tornado é menos comum em um tipo "progressivo" do que em um "serial".

#### Derecho híbrido
Um derecho com características de um derecho serial e progressivo.  Semelhante aos derechos seriais e aos derechos progressivos, esses tipos de derechos estão associados a uma baixa profunda, mas são relativamente pequenos em tamanho.  Um exemplo é a onda de tornado do final de maio de 1998 e o derecho que atravessou as planícies centrais do norte e os Grandes Lagos do sul em 30–31 de maio de 1998.

#### Derecho de baixo ponto de orvalho
Um sub-tipo raro de derecho serial que ocorre em um ambiente de umidade de baixo nível comparativamente limitada, com umidade apreciável confinada aos níveis médios da atmosfera. Esses derechos ocorrem com mais frequência entre o final do outono e o início da primavera, em associação com fortes sistemas de baixa pressão. Derechos de baixo ponto de orvalho são essencialmente várias células convectivas organizadas de sucessivos downbursts secos. O derecho de Utah-Wyoming de 31 de maio de 1994 foi um evento desse tipo. Produziu uma rajada de vento de 47 m/s (169 km/h; 91 kt; 105 mph) em Provo, Utah, onde 16 pessoas ficaram feridas, e removeu parte do telhado do Pavilhão Saltair no Grande Lago Salgado. Os pontos de orvalho da superfície ao longo do caminho do derecho eram de cerca de 7-11 °C ou em meados dos anos 40 a 50 °F.

## Características
Ventos em um derecho podem ser aumentados por aglomerados de outros downbursts individuais embutidos dentro da linha de tempestade. Esses ventos em linha reta podem exceder 45 m/s (161 km/h; 87 kt; 100 mph), chegando a 66,6 m/s (240 km/h; 130 kt; 150 mph) em eventos anteriores. Tornados às vezes se formam dentro de eventos de derecho, embora tais eventos sejam freqüentemente difíceis de confirmar devido aos danos adicionais causados por ventos em linha reta na área imediata.
Com a classificação média do tornado nos Estados Unidos e Canadá na extremidade inferior da classificação F1/EF1 em 38 a 45 m/s (137 a 161 km/h; 74 a 87 kt; 85 a 100 mph), ventos de pico e muito mais ou todo o resto do mundo ainda mais baixo, derechos tendem a fornecer a grande maioria das condições extremas de vento em grande parte do território em que ocorrem. Conjuntos de dados compilados pelo Serviço Nacional de Meteorologia dos Estados Unidos e outras organizações mostraram que uma grande faixa do centro-norte dos Estados Unidos e, presumivelmente, pelo menos as seções adjacentes do Canadá e grande parte da superfície dos Grandes Lagos, podem esperar ventos de 38 a 54 m/s (137 a 193 km/h; 74 a  104 kt; 85 a 120 mph) em uma área significativa pelo menos uma vez em qualquer período de 50 anos, incluindo eventos convectivos e ciclones extratropicais e outros eventos derivados de energia de fontes baroclínicas. Apenas em 40 a 65% ou mais dos Estados Unidos que repousam na costa da bacia do Atlântico, e uma fração dos Everglades, os derechos são superados neste aspecto - por furacões que atingem a terra, que no mais raro e extraordinário dos casos, podem ter picos breves de ventos tão severos quanto tornados F3/IF3/T7.
Certas situações de derecho são os casos mais comuns de ondas climáticas severas que podem se tornar menos favoráveis à produção de tornados à medida que se tornam mais violentos; Algumas medições do ar superior usadas para previsão de tempo severo podem refletir este ponto de retorno decrescente para a formação de tornados, e as três situações mencionadas foram os casos durante os quais a variedade rara de tempestade severa em Situação Particularmente Perigosa de alarmes de clima severo foram emitidos do Centro de Previsão de Tempestades da Administração Nacional Oceânica e Atmosférica dos EUA.
Alguns derechos desenvolvem uma assinatura de radar semelhante a de um ciclone tropical em níveis baixos. Eles podem ter um olho central livre de precipitação, com uma pressão central mínima e bandas circundantes de forte convecção, mas estão realmente associados a um MCS que desenvolve várias linhas de instabilidade e não são de natureza tropical. Essas tempestades têm um núcleo quente, como outros sistemas convectivos de mesoescala. Um derecho desse tipo ocorreu em todo o meio-oeste dos EUA em 21 de julho de 2003. Uma área de convecção se desenvolveu ao longo do leste de Iowa perto de uma frente estacionária/quente fraca e, por fim, amadureceu, assumindo a forma de uma linha de rajada ondulada no oeste de Ohio e no sul de Indiana.  O sistema se intensificou novamente após deixar o Vale do Ohio, começando a formar um grande gancho, com ecos de gancho ocasionais aparecendo ao longo de seu lado leste. Um centro de baixa pressão de superfície formou-se e tornou-se mais impressionante no final do dia. Outro exemplo é o derecho no meio-oeste sul dos EUA, de maio de 2009.
Os derechos na América do Norte se formam predominantemente de abril a agosto, com pico de frequência entre junho e agosto. Durante esta época do ano, derechos são encontrados principalmente no Meio-Oeste dos Estados Unidos e nas Terras Altas do Interior dos EUA, mais comumente em Oklahoma e em todo o Vale do Ohio. Durante o meio do verão, quando uma massa de ar quente e abafado cobre o centro-norte dos EUA, eles frequentemente se desenvolvem mais ao norte em Manitoba ou no noroeste de Ontário, às vezes bem ao norte da fronteira Canadá-EUA.
Os estados de Dakota do Norte, Minnesota e a parte alta de Michigan também são vulneráveis a tempestades profundas quando essas condições existem. Eles geralmente ocorrem ao longo de frentes estacionárias na periferia norte de onde existe a bolha de calor e umidade mais intensa. Os derechos do final do ano estão normalmente confinados ao Texas e ao Sul (EUA), embora um derecho do final do verão tenha atingido as partes superiores da área do estado de Nova York após a meia-noite de 7 de setembro de 1998. Os derechos da estação quente têm maior instabilidade do que a sua contraparte da estação fria, embora derechos de estação fria possuem cisalhamento maior do que sua contraparte de estação quente.
Embora essas tempestades ocorram mais comumente na América do Norte, derechos podem ocorrer em outras partes do mundo, com algumas áreas com relativa frequência. Fora da América do Norte, às vezes são chamados por nomes diferentes. Por exemplo, em Bangladesh e porções adjacentes da Índia, um tipo de tempestade conhecido como "Nor'wester" pode ser um tipo de derecho progressivo. Um desses eventos ocorreu em 10 de julho de 2002 na Alemanha: derechoes em série mataram oito pessoas e feriram 39 perto de Berlim. Os derechoes ocorrem no sudeste da América do Sul (particularmente na Argentina e na sul do Brasil) e também na África do Sul, e em ocasiões mais raras, perto ou ao norte do paralelo 60 no norte do Canadá. Principalmente um fenômeno de latitudes médias, derechos ocorrem na Bacia Amazônica do Brasil. Em 8 de agosto de 2010, um derecho atingiu a Estônia e arrancou a torre da Igreja Väike-Maarja. Derechos são ocasionalmente observados na China.
Ao contrário de outras tempestades, que normalmente podem ser ouvidas à distância ao se aproximar, um derecho parece atingir repentinamente. Em minutos, podem surgir ventos extremamente fortes, fortes o suficiente para derrubar placas de rodovias e derrubar árvores grandes. Esses ventos são acompanhados por chuvas muito torrenciais e raios frequentes de todas as direções. É perigoso dirigir nessas condições, especialmente à noite, devido aos detritos e estradas obstruídas. Fios arrebentados e quedas de energia generalizadas são prováveis, mas nem sempre um fator. Um derecho se move rapidamente, mas pode causar danos extremos em pouco tempo.
Uma vez que os derechos ocorrem durante os meses muito quentes e frequentemente em locais com climas frios de inverno, as pessoas que correm maior risco são aquelas envolvidas em atividades ao ar livre. Campistas, caminhantes e motoristas correm o maior risco por causa da queda de árvores derrubadas por rajadas descendentes. Já houve registro de grandes extensões de florestas sendo derrubadas por essas tempestades. Pessoas que moram em casas móveis também correm risco; casas móveis que não estão ancoradas ao solo podem ser arrastadas por ventos fortes. Nos Estados Unidos, os estados de Michigan e Nova York tiveram uma parte significativa das fatalidades causadas por derechos. Antes do furacão Katrina, o número de mortos por derechos e furacões era comparável ao dos Estados Unidos.
Derechos também podem danificar gravemente o sistema de distribuição elétrica de uma área urbana, especialmente se esses serviços forem direcionados acima do solo. O derecho que atingiu Chicago (Illinois), em 11 de julho de 2011, deixou mais de 860.000 pessoas sem eletricidade. O derecho norte-americano de junho de 2012 restringiu a energia elétrica para mais de 3,7 milhões de clientes, começando no meio-oeste dos Estados Unidos, passando pelos Apalaches Centrais e chegando aos Estados do Meio-Atlântico durante uma onda de calor.
O derecho no Centro-Oste dos Estados Unidos de agosto de 2020 produziu uma rajada máxima do vento de 190 km/h, com velocidades estimadas de danos de até 260 km/h em Cedar Rapids, cidade de Iowa. A linha de tempestade foi referido como uma dos eventos convectivos severos mais destrutivos já registradas na história, gerando 17 tornados confirmados em Wisconsin, Illinois e Indiana. Dez milhões de acres de plantações foram danificados ou destruídos, respondendo por cerca de um terço da área agrícola do estado de Iowa. Mais de um milhão de casas em todo o Meio-Oeste não tinham serviços básicos como água e eletricidade. O governador de Iowa, Reynolds, solicitou US$ 4 bilhões em ajuda federal para ajudar nos esforços de recuperação. Os ventos foram confirmados como tendo agitado no Colorado e Nebraska, e então prosseguiram com força cruzando 5 estados incluindo Iowa, Minnesota, Illinois, Indiana e Ohio deixando destruição em mais de US$ 7,5 bilhões em danos estimados.

## Aviação
Derechos pode ser perigosos para a aviação devido a downbursts (macroexplosões e microexplosões) e clusters de downbursts

## Eventos notáveis
- No primeiro dia de agosto de 1674, a cidade de Utrecht nos Países Baixos foi devastada por uma tempestade que agora se acredita ter sido uma tempestade "bow-echo". A tempestade produziu um dos piores e mais extremos danos já causados por ventos convectivos, sendo classificado em IF3 (na Escala Fujita Internacional). Alguns dos danos à cidade ainda estão visíveis, e atividades severas de convecção foram registradas em outras áreas da Europa na data.[6][7]

- Na Europa Central em 2014, uma violenta e extensa linha de tempestade em forma de arco (bow-echo) se moveu através do Reno-Ruhr, na Alemanha, resultando em 6 óbitos e cerca de 650 milhões de euros em danos.[8][9]

- Em 30 de junho de 2020, uma linha de tempestade associada a uma frente fria de uma ciclogênese explosiva atravessou todo o estado de Santa Catarina, produzindo vários intensos downbursts e generalizadas correntes descendentes oriundas do Jato de Influxo Traseiro embebidos na linha de tempestade, com rajadas de vento localizadas de mais de 150 km/h em dezenas de municípios. Um pico de rajada de 180 km/h foi registrada no Morro do Bradador.[10]

- Em 16 de dezembro de 2023, um derecho progressivo com forma de arco (bow-echo) causou várias mortes e prejuízos severos em dezenas de localidades da província de Buenos Aires. Rajadas de vento chegaram ao 190 km/h em pontos localizados de Bahía Blanca.[11]